# Chrysotachina ruficornis
Chrysotachina ruficornis là một loài ruồi trong họ Tachinidae.